# Piano à tangentes
Le piano à tangentes est un instrument de musique à clavier et à cordes frappées, entre le clavicorde et le pianoforte.

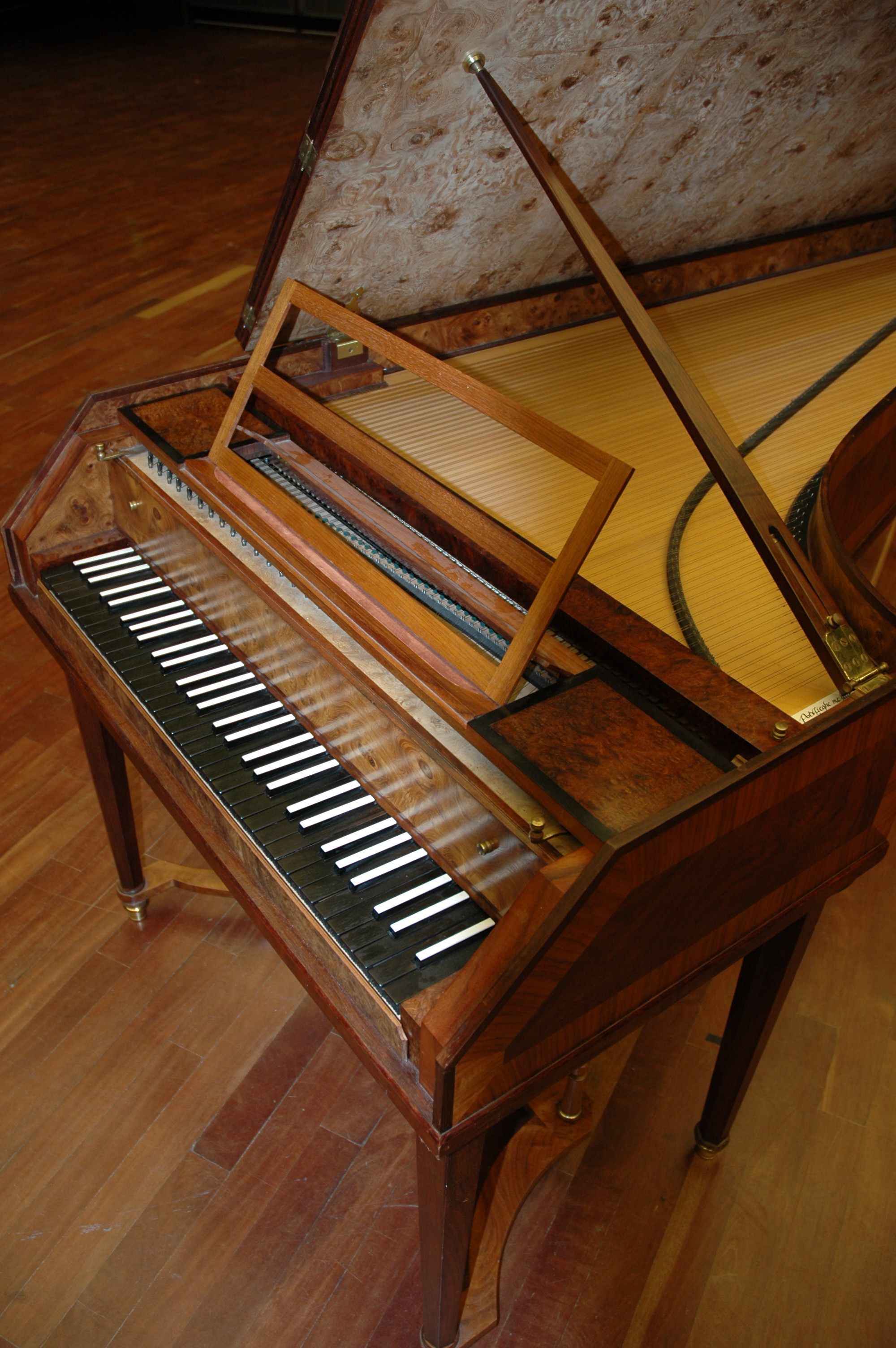
Piano à tangentes.

## Historique
Le piano à tangentes aurait été inventé en 1799 par Baldassare Pastore.
Notons cependant que le terme « Tangentenflügel » désignant l’instrument en allemand apparaît pour la première fois en 1791 dans un article anonyme publié dans le Bosslers Musikalische Korrespondenz der Deutschen Filharmonischen Geselsschaft für das Jahr 1791 no 2 dont le contenu remet en cause la paternité de l’instrument en l’attribuant aux facteurs Franz Jakob Späth et son beau-fils Christoph Friedrich Schmahl, de Regensburg. Ce dernier est reconnu comme l’inventeur du clavier à tangentes par Heinrich Christoph Koch (1749-1816) dans son Musikalisches Lexikon de 1802 qui fait remonter la naissance de l’instrument aux années 1780 à 1790. Ernst Ludwig Gerber affirma, dans son Neues historich-biographisches Lexikon der Tonkünstler publié en 1790, que le piano à tangentes construit par Späth existait déjà en 1751. Enfin, Christian Gottlieb Schröter (1699-1772) déclara, dans un article publié par Marpurg à Berlin en 1763, être l’inventeur à la fois de la mécanique du marteau et de celle de la tangente, ce qui est douteux. Comme Schröter ne construisait pas d’instruments, il se défendit en prétendant que son invention avait été mal comprise.

## Présentation
Un piano à tangentes comporte un mécanisme assez simple : l’enfoncement de la touche fait projeter verticalement une languette de bois appelée « tangente » (ressemblant quelque peu au sautereau du clavecin) contre la corde. Lorsque la tangente, située sous la corde, a frappé celle-ci, elle retombe ensuite sur le levier intermédiaire, permettant ainsi à la corde de vibrer librement. Quand le musicien relâche la touche, l'étouffoir revient sur la corde et le son s'arrête.
Le son produit ressemble beaucoup à celui du clavecin, mais, à l’instar du pianoforte, le piano à tangentes permet de produire des intensités différentes.
Il existe approximativement vingt pianos à tangentes encore intacts. En 2006, fut découvert un piano à tangentes en Sulzbach-Rosenberg dans sa condition originale Après une restauration intensive, il fut présenté au public durant un concert donné par Christoph Hammer et Sylvia Ackermann en 2012.

## Discographie
| Compositeurs                                                                                | Œuvres | Interprètes                                                        | Labels                                  |  |
| ------------------------------------------------------------------------------------------- | --- | ------------------------------------------------------------------ | --------------------------------------- |  |
| Carl Philipp Emanuel Bach, Joseph Haydn, Mozart                                             | | Johan Huys                                                         | R. Gailly                               |  |
| Mozart                                                                                      | Œuvres de jeunesse + K. 448                                                                                            | Luc Devos & Catherine Mertens                                      | Mozarteum Belgicum                      |  |
| Mozart                                                                                      | Œuvres pour clavier | Guy Penson                                                         | Ricercar CD 105081                      |  |
| Mozart                                                                                      | Concertos K. 175, 238, 242                                                                                             | Luc Devos, C. Mertens, G.Potvlieghe & I Fiamminghi                 | Lions’s Club Rhode-St-Genèse (Belgique) |  |
| W.A. Mozart                                                                                 | Sonates à 4 mains | Sylvia Bernier & Guy Penson                                        | PHI CD 92001                            |  |
| W.A. Mozart                                                                                 | Sonates à 4 mains | Sylvia Bernier & Guy Penson                                        | PHI CD 93002                            |  |
| Joseph Haydn                                                                                | « Les 7 dernières paroles… »                                                                                           | Ghislain Potvlieghe                                                | PHI CD 94003                            |  |
| W.A. Mozart                                                                                 | Trios à clavier | Boyan Vodenitcharov; Ryo Terakado, violon; J.P. Dessy, violoncelle | PHI CD 96006                            |  |
| Froberger, Johann Sebastian Bach, Carl Philipp Emanuel Bach, Joseph Haydn, Mozart, Schubert | | Ghislain Potvlieghe                                                | PHI CD 96007                            |  |
| Joseph Haydn                                                                                | Sonates Hob. XVI/34, XVI/37, XVI/39, XVI/42, XVI/48                                                                    | Boyan Vodenitcharov                                                | PHI CD 97008                            |  |
| Franz Schubert                                                                              | | G. Potvlieghe & Miyako Miyamoto                                    | PHI CD 97009                            |  |
| Carl Philipp Emanuel Bach                                                                   | Concertos en mi m, Wq. 15, H. 418; si b M, Wq. 25, H. 429; sol m, Wq. 32, H. 442                                       | Miklós Spányi & Concerto Armonico                                  | BIS CD-786                              |  |
| Carl Philipp Emanuel Bach                                                                   | Concertos en mi m, Wq. 24, H. 428; si b M, Wq. 28, H. 434; la M, Wq. 29, H. 437                                        | Miklós Spányi & Concerto Armonico                                  | BIS CD-857                              |  |
| Carl Philipp Emanuel Bach                                                                   | Concertos en si m, Wq. 30, H. 440; fa M, Wq. 33, H. 443; sol M, Wq. 34, H. 444                                         | Miklós Spányi & Concerto Armonico                                  | BIS CD-867                              |  |
| Carl Philipp Emanuel Bach                                                                   | Concertos en ut m, Wq. 5, H. 407; mi b M, Wq. 35, H. 446 ; Sonatines en ré M, Wq. 96, H. 449 & sol M, Wq. 98, H. 451   | Miklós Spányi & Concerto Armonico                                  | BIS CD-868                              |  |
| Carl Philipp Emanuel Bach                                                                   | Concertos en sol M, Wq. 16, H. 419 ; si b M, Wq. 36, H. 447; Sonatine en fa M, Wq. 99, H. 452                          | Miklós Spányi & Concerto Armonico                                  | BIS CD-914                              |  |
| Carl Philipp Emanuel Bach                                                                   | Concertos en si b M, Wq. 10, H. 413 & ut m, Wq. 37, H. 448; Sonatines en sol M, Wq. 97, H. 450 & mi M, Wq. 100, H. 455 | Miklós Spányi & Concerto Armonico                                  | BIS CD-1097                             |  |
| Carl Philipp Emanuel Bach                                                                   | Concertos en ut M, Wq. 20, H. 423 & fa M, Wq. 38, H. 454; Sonatine en ré M, Wq. 102, H. 456                            | Miklós Spányi & Concerto Armonico                                  | BIS CD-1097                             |  |
| Carl Philipp Emanuel Bach                                                                   | Concerto en ré m, Wq. 22, H. 425; Sonatines en ut M, Wq. 103, H. 457 & fa M, Wq. 104, H. 463                           | Miklós Spányi & Concerto Armonico                                  | BIS CD-1307                             |  |
| Carl Philipp Emanuel Bach                                                                   | Concerto en la m, Wq. 26, H. 430 & mi b M, Wq. 40, H. 467; Sonatine en ut M, Wq. 101, H. 460                           | Miklós Spányi & Concerto Armonico                                  | BIS CD-1487                             |  |
| Carl Philipp Emanuel Bach                                                                   | Concerto en ré minor, Wq. 23, H. 427; mi b M, Wq. 105, H. 464 & si b M, Wq. 39, H. 465                                 | Miklós Spányi & Concerto Armonico                                  | BIS CD-1422                             |  |
| Johann Schobert                                                                             | Sonates avec violon en ut M op. 1 no 2; ré M op. 3 no 1; sol M op. 3 no 2                                              | Miklós Spányi & Péter Szüts                                        | Hungaroton HCD 31771                    |  |
| Johann Schobert                                                                             | Six Sonates Op. 14 | Mario Martinoli                                                    | Stradivarius STR 33460                  |  |
| Johann Christian Bach                                                                       | 6 Sonates op. 16 | Miklós Spányi & Benedek Csalog                                     | Hungaroton HCD 31796                    |  |
| Friedrich-Wilhelm Rust (1739-1796)                                                          | 3 Sonates | Ghislain Potvlieghe                                                | Kiwanis Ninove Geraardsbergen           |  |
| Jean-Frédéric Edelmann                                                                      | 4 Quatuors à clavier op. 9                                                                                             | Miklós Spányi, E. Petöfi, L. Paulik & B. Bozzai                    | Hungaroton HCD 31878                    |  |
| Antonius Carolus Fodor, Joseph Schmitt, Johann Wilhelm Wilms                                | Concertos hollandais pour piano                                                                                        | Arthur Schooderwoerd, Ensemble Cristofori                          | Alpha 052                               |  |
| CarlPhilipp Emanuel Bach                                                                    | Clavierstücke | Alexei Lubimov                                                     | ECM 2112                                |  |